# Wisła Tczew
Wisła Tczew – klub sportowy z Tczewa, założony w 1924 roku.

## Historia i opis klubu
Klub powstał jako Klub Kręglarski Wisła w 1924 roku. Sekcja piłki nożnej została założona w 1927 roku. W 1932 roku Wisła odniosła najlepszy sukces w międzywojennej historii – 3. miejsce w Klasie B (III poziom), które dało możliwość walki w finałach o awans do Klasy A (II poziom). W sezonie 2007/2008 Wisła awansowała z Klasy okręgowej (Grupa II) do IV ligi.
Od sezonu 2009/2010, po fuzji z drugim tczewskim klubem piłkarskim – Unią Tczew, powstał Gryf 2009 Tczew. W sierpniu 2009 juniorzy starsi Wisły reprezentujący już barwy Gryfa, pod opieką Mikołaja Bykowskiego i Krzysztofa Śliwy, odnieśli sukces zdobywając 3. miejsce w kategorii U-18, w prestiżowym turnieju Remes Cup 2009 wygrywając między innymi grupę kwalifikacyjną z Polonią Warszawa. W czerwcu 2009 r. doszło do rekordowego transferu w historii klubu. Wychowanek Wisły Paweł Wszołek (rocznik 1992) trafił do warszawskiej Polonii.
22 maja 2015 roku została ogłoszona reaktywacja klubu Wisła Tczew. W sezonie 2015/2016 Wisła przystąpiła do rozgrywek B-klasy. W sezonie 2015/2016 klub awansował do Klasy A. W sezonie 2017/2018 Wisła awansowała do V ligi.
Poza sekcją piłkarską klub posiada również sekcję bokserską.

### Historyczne nazwy
- 1924-1926 ─ Klub Kręglarski Wisła
- 1926-1948 ─ Klub Sportowy Wisła
- 1948-1954 ─ Koło Sportowe Spójnia-Wisła przy Zrzeszeniu Spójnia PSS „Społem”
- 1954-1956 ─ Koło Sportowe przy Ludowych Zespołach Sportowych
- 1957-1959 ─ Ludowy Klub Sportowy Wisła przy Technicznej Obsłudze Rolnictwa w Tczewie
- 1960-1964 ─ Związkowy Klub Sportowy Wisła przy Zakładach Sprzętu Motoryzacyjnego w Tczewie
- 1964-2015 ─ Międzyzakładowy Klub Sportowy Wisła
- od 2015 ─ Stowarzyszenie Piłkarskie Wisła

## Sukcesy
- 3. miejsce w III lidze – 1932, 1985/1986
- baraże o awans do II ligi – 1932, 1974/1975
- 1/32 finału Pucharu Polski – 1987/1988, 1989/1990
- Puchar Polski OZPN Gdańsk – 1988/1989

## Stadion
Wisła mecze rozgrywa na Stadionie im. Henryka Guzego przy ul. Ceglarskiej 5j w Tczewie. Dane techniczne obiektu:
- pojemność stadionu: 1200 miejsc (180 siedzących)
- oświetlenie: brak
- wymiary boiska: 96 × 67 m

Wisła występowała także na Stadionie Miejskim przy ul. Bałdowskiej, którego pojemność wynosi 2500 miejsc (w tym 150 siedzących), a wymiary boiska to 104 × 64 m.